# Prima Divisione Puglia 1951-1952
La Prima Divisione fu il massimo campionato regionale di calcio disputato in Puglia nella stagione 1951-1952.
Avendo deciso la FIGC col Lodo Barassi una radicale riforma dei campionati minori per la stagione successiva, questa edizione si differenziò dalle precedenti in quanto non mise in palio posti per il campionato interregionale, ma fu finalizzata a qualificare le società partecipanti: le migliori avrebbero avuto accesso al nuovo Campionato Regionale (detto di Promozione), mentre le altre squadre non ammesse sarebbero rimaste iscritte al declassato campionato di Prima Divisione.
Per quanto riguarda la Puglia, fu garantito l'accesso al nuovo campionato regionale alle prime tre di ogni raggruppamento, come eventualmente anche alle quarte a seconda del numero di retrocesse locali dalla Promozione della Lega Interregionale Sud.
I campionati pugliesi furono organizzati e gestiti dalla Lega Regionale Pugliese avente sede a Bari in via Piccinni 6.

## Girone A

### Squadre partecipanti
| Club                               | Città                      |
| ---------------------------------- | -------------------------- |
| A.S.C. Acquaviva                   | Acquaviva delle Fonti (BA) |
| C.S. Altamura                      | Altamura (BA)              |
| A.S. Andria                        | Andria (BA)                |
| S.S. Canosa                        | Canosa di Puglia (BA)      |
| A.S. Capurso                       | Capurso (BA)               |
| S.S. C.R.A.L. Salina - sez. Calcio | Margherita di Savoia (FG)  |
| G.S. Dopolavoro Ferrovieri         | Bari                       |
| U.S. Giovinazzo                    | Giovinazzo (BA)            |
| U.S. Lefemine Grumo                | Grumo Appula (BA)          |
| A.S. Manfredonia                   | Manfredonia (FG)           |
| A.S. Mola                          | Mola di Bari (BA)          |
| A.S. Palo                          | Palo del Colle (BA)        |
| U.S. San Severo                    | San Severo (FG)            |
| A.C. Triggiano                     | Triggiano (BA)             |
| A.C. Trinitapoli                   | Trinitapoli (FG)           |
| U.S. Turi                          | Turi (BA)                  |

### Classifica
|  | Pos. | Squadra                | Pt | G  | V  | N  | P  | GF  | GS |
|  | ---- | ---------------------- | -- | -- | -- | -- | -- | --- | -- |
|  | 1.   | Manfredonia            | 52 | 30 | 23 | 6  | 1  | 106 | 20 |
|  | 2.   | Palo                   | 41 | 30 | 15 | 11 | 4  | 53  | 28 |
|  | 3.   | CRAL Margherita Savoia | 40 | 30 | 17 | 6  | 7  | 57  | 33 |
|  | 3.   | Andria                 | 40 | 30 | 17 | 6  | 7  | 60  | 29 |
|  | 4.   | Acquaviva              | 39 | 30 | 15 | 9  | 6  | 47  | 31 |
|  | 5.   | Grumo                  | 36 | 30 | 13 | 10 | 7  | 47  | 35 |
|  | 6.   | Turi                   | 29 | 30 | 10 | 9  | 11 | 36  | 39 |
|  | 7.   | Giovinazzo             | 27 | 30 | 11 | 5  | 14 | 35  | 46 |
|  | 8.   | Mola                   | 26 | 30 | 10 | 6  | 14 | 53  | 48 |
|  | 8.   | Altamura               | 28 | 30 | 11 | 6  | 13 | 33  | 41 |
|  | 8.   | Triggiano              | 26 | 30 | 9  | 8  | 13 | 40  | 48 |
|  | 9.   | San Severo             | 24 | 30 | 9  | 6  | 15 | 35  | 52 |
|  | 10.  | Capurso                | 22 | 30 | 8  | 6  | 16 | 27  | 54 |
|  | 11.  | Trinitapoli            | 20 | 30 | 7  | 6  | 17 | 32  | 70 |
|  | 12.  | Canosa                 | 16 | 30 | 6  | 4  | 20 | 33  | 71 |
|  | 13.  | Dop. Ferrovieri Bari   | 12 | 30 | 3  | 6  | 21 | 30  | 78 |
|  |      |                        |    |    |    |    |    |     |    |

- Le squadre giunte al di sotto del 4º posto finale sono ricollocate nel nuovo campionato di Prima Divisione Puglia 1952-1953.

Legenda:
      Ammesso alla Promozione Puglia 1952-1953.
 Ammesso allo spareggio intergirone per decretare il campione regionale onorifico.
Note:
Due punti a vittoria, uno a pareggio, zero a sconfitta.

## Girone B

### Squadre partecipanti
| Club                    | Città                    |
| ----------------------- | ------------------------ |
| U.S. Audace             | Monopoli (BA)            |
| A.S. Casarano           | Casarano (LE)            |
| A.S. Fasano             | Fasano (BR)              |
| A.S. Francavilla        | Francavilla Fontana (BR) |
| Juventina               | Leverano (LE)            |
| A.C. Locorotondo        | Locorotondo (BA)         |
| Pol. Massafrese         | Massafra (TA)            |
| A.S. Matera Calcio      | Matera (Basilicata)      |
| U.S. Neritina           | Nardò (LE)               |
| A.S. Oria               | Oria (BR)                |
| A.S. Pro Castellana     | Castellana Grotte (BA)   |
| A.S. Pro Italia 1950    | Taranto                  |
| U.S. San Giorgio Jonico | San Giorgio Jonico (TA)  |
| A.S. Totò Cezzi         | Novoli (LE)              |
| U.S. Tarantina          | Taranto                  |

### Classifica
|  | Pos. | Squadra              | Pt | G  | V  | N | P  | GF  | GS |
|  | ---- | -------------------- | -- | -- | -- | - | -- | --- | -- |
|  | 1.   | Matera               | 48 | 28 | 23 | 2 | 3  | 115 | 20 |
|  | 2.   | Casarano             | 37 | 26 | 17 | 3 | 6  | 64  | 33 |
|  | 3.   | Tarantina            | 35 | 26 | 14 | 7 | 5  | 41  | 19 |
|  | 4.   | Francavilla          | 34 | 26 | 15 | 4 | 7  | 65  | 25 |
|  | 5.   | Pol. Massafrese      | 33 | 26 | 13 | 7 | 6  | 48  | 28 |
|  | 6.   | Novoli               | 30 | 26 | 13 | 4 | 9  | 57  | 36 |
|  | 7.   | Fasano               | 29 | 26 | 13 | 3 | 10 | 39  | 36 |
|  | 8.   | Pro Castellana       | 27 | 26 | 11 | 5 | 10 | 46  | 41 |
|  | 9.   | Oria (-1)            | 26 | 26 | 11 | 5 | 10 | 55  | 43 |
|  | 9.   | Neritina             | 26 | 26 | 10 | 6 | 10 | 51  | 48 |
|  | 9.   | Locorotondo          | 26 | 26 | 10 | 6 | 10 | 38  | 37 |
|  | 10.  | Juventina Leverano   | 22 | 26 | 9  | 4 | 13 | 34  | 64 |
|  | 11.  | Pro Italia 1950      | 18 | 26 | 8  | 2 | 16 | 34  | 52 |
|  | 12.  | Audace Monopoli (-1) | 17 | 26 | 7  | 4 | 15 | 30  | 59 |
|  | 13.  | San Giorgio Jonico   | 0  | 26 | 0  | 0 | 26 | 7   | 90 |
|  |      |                      |    |    |    |   |    |     |    |

- Le squadre giunte al di sotto del 5º posto finale sono ricollocate nel nuovo campionato di Prima Divisione Puglia 1952-1953.

Legenda:
            Ammesso alla Promozione 1952-1953.
 Ammesso allo spareggio intergirone per decretare il campione regionale onorifico.
Note:
Due punti a vittoria, uno a pareggio, zero a sconfitta.
L'Oria e l'Audace sono stati penalizzati con la sottrazione di 1 punto in classifica.
Il Matera è stato poi ricollocato nel campionato di Promozione lucana e non ha giocato gli spareggi intergirone per la proclamazione del campione regionale, disputati quindi dal Casarano.

## Finali
Si svolsero le finali fra le prime qualificate per assegnare il titolo onorifico di campione regionale. Il Manfredonia uscì vincitore.

## Qualificazioni
L'esito delle qualificazioni dovette confrontarsi da regolamento con gli esiti del sovrastante campionato interregionale di Promozione, dal quale alla fine furono retrocessi 8 club pugliesi. Fu così che le quarte classificate dei due gironi della Prima Divisione furono parificate alle squadre che le precedevano in classifica, e vennero ammesse alla nuova Promozione regionale complessivamente 8 squadre provenienti dal campionato di Prima Divisione.